# 1919 في البرتغال
فيما يلي قوائم الأحداث التي وقعت خلال عام 1919 في البرتغال.

## سياسة

### تعيين في المنصب
- 5 أكتوبر – أنطونيو خوسيه دي ألميدا رئيس البرتغال.

### انتهاء فترة المنصب
- 5 أكتوبر – جواو دو كانتو ه كاسترو رئيس البرتغال.

## مواليد

### مارس
- 24 مارس – كوريا دياز لاعب كرة قدم برتغالي.

### مايو
- 7 مايو – كونسيساو رودريغوس لاعب كرة قدم برتغالي.

### يونيو
- 18 يونيو – جواو مينديز مخرج أفلام برتغالي.

### أغسطس
- 23 أغسطس – فرنسيسكو فيريرا لاعب كرة قدم برتغالي.

### سبتمبر
- 7 سبتمبر – خوسيه موتا لاعب كرة قدم برتغالي.
- 26 سبتمبر – ألبرتو جيسوس لاعب كرة قدم برتغالي.

### نوفمبر
- 2 نوفمبر – خورخي دي سينا
- 6 نوفمبر – صوفيا دي ميللو

### ديسمبر
- 23 ديسمبر – أرماندو فيريرا لاعب كرة قدم برتغالي.

## وفيات

### يناير
- 1 يناير – ميغيل فينتورا تيرا (مواليد 1866) مهندس معماري برتغالي.

### فبراير
- 9 فبراير – فرنسيسكو أدولفو كويلو (مواليد 1847)